# Игнатий Ефрем I
Игнатий Ефрем I (15 июня 1887 — 23 июня 1957; араб. إغناطيوس أفرام الأول برصوم‎, сир. ܡܪܢ ܡܪܝ ܐܝܓܢܐܛܝܘܣ ܐܦܪܝܡ ܒܪܨܘܡ) — патриарх Сирийской яковитской церкви с 30 января 1933 года по 23 июня 1957 года. Мар Игнатий Ефрем I получил образование в частной школе ордена доминиканцев. Принял монашеский постриг в монастыре Дейр-Зафаран. В 1918 году стал епископом Мардина. После окончания Первой мировой войны и демаркации сирийско-турецкой границы Мар Ефрем оказывал помощь христианским беженцам из районов, отошедших Турции. Принимал участие в Парижской мирной конференции, где поднимал вопрос о бедственном положении христиан на Ближнем Востоке. 30 января 1933 года стал патриархом Сирийской яковитской церкви. В 1953 году непосредственно участвовал в обнаружении «сирийского» пояса Богородицы. Умер 23 июня 1957 года, похоронен в храме Пояса Пресвятой Богородицы в сирийском Хомсе. В период патриаршества он занимался исследованиями сирийской литературы и языка, публиковал книги и статьи о святых, богословии, литургии, музыке и истории Сирийской яковитской церкви.

## Биография
Родился 15 июня 1887 года в Мосуле, в Ираке в знатной монофизитской семье. Получил образование в частной школе ордена доминиканцев, где овладел классическим арабским, турецким и французским языками. В 17 лет поступил в монастырь Сирийской яковитской церкви Дейр-Зафаран, где изучал богословие, философию, сирийский и английский языки. В 1907 году принял монашество с именем Афрем (Ефрем) и был рукоположен в диакона, а в 1908 году в священника. Преподавал в Патриаршей семинарии при монастыре Дейр-Зафаран, а впоследствии стал его настоятелем. В 1917 году назначен патриаршим экзархом в городе Хомс. 20 мая 1918 года патриархом Игнатием Илией III был рукоположен в митрополита Мардина с именем Мар Севирос Афрем.
На посту митрополита открыл несколько церковных школ, организовал реставрацию ряда церквей в Сирии и рукоположил десятки священников и около 200 диаконов. В 1919 году участвовал в Парижской мирной конференции, где поднимал вопрос о бедственном положении христиан на Ближнем Востоке. В 1933 году Ефрем стал патриархом Сирийской яковитской церкви и перенёс патриаршую резиденцию из монастыря Дейр-Зафаран (где она находилась с 1293 года) в Хомс. Ефрем I вёл активную деятельность на посту патриарха: основал духовное училище в Захле (Ливан), (позже переведённое в Мосул, а затем в Бейрут), учредил «Иерусалимский Патриарший журнал». Во многом благодаря деятельности Мар Ефрема была обнаружена древняя христианская реликвия — «сирийский» пояс Богородицы. Умер 23 июня 1957 года, похоронен в храме Пояса Пресвятой Богородицы в сирийском Хомсе.

## Сочинения
Игнатий Ефрем I собирал памятники сирийской письменной культуры, исследовал и каталогизировал многочисленные сирийские рукописи, являлся членом академии арабского языка в Дамаске. К наиболее важным трудам Ефрема I относятся работы по истории сирийской литературы: «Рассыпанный жемчуг: история сирийской литературы и науки» (араб. اللؤلؤ المنثور في تاريخ العلوم والآداب السريانية‎), «Священный цветок о христианском учении» (1912), «Отдохновение умов по истории Дейр-Зафарана» (1912), «Драгоценные жемчужины по краткой истории Церкви» (1940), «Сирийские слова в арабских лексиконах» (1951), сборник стихов «Кифара сердец» (1954). Многие работы Мар Ефрема были опубликованы посмертно.
Мар Ефрем также занимался переводом средневековых сироязычных произведений на арабский язык. Он издал: анонимную сирийскую хронику 819 года (1920) («Chronicon ad annum Christi 1234 pertinens»), 1-ю часть «Церковной истории» (1909), «Послание о знании человеческой души» (1938) и «Книгу речи мудрости» (1940) западно-сирийского епископа и хрониста Григория Бар Эвройо (XIII век), а также сочинение «Воспитание нравов» (1928) яковитского философа Яхьи ибн Ади (X век). Ввёл в сиро-яковитской церкви арабоязычные чины таинств крещения и венчания. Многие сочинения Игнатия Ефрема остаются неизданными.